# Solidaridad, Campeche
Solidaridad är en ort i Mexiko.   Den ligger i kommunen Candelaria och delstaten Campeche, i den sydöstra delen av landet, 900 km öster om huvudstaden Mexico City. Solidaridad ligger 115 meter över havet och antalet invånare är 151.
Terrängen runt Solidaridad är platt. Runt Solidaridad är det mycket glesbefolkat, med 2 invånare per kvadratkilometer. Närmaste större samhälle är El Desengaño, 4,8 km nordväst om Solidaridad. I omgivningarna runt Solidaridad växer i huvudsak städsegrön lövskog.